# Drop shipping

Le drop shipping, ou dropshipping (en français « expédition directe », « livraison directe » selon le contexte) est un système tripartite, où le vendeur accepte la commande du client sans avoir le moindre stock du produit vendu. Il transfère alors les commandes et les détails d'expédition soit au fabricant, soit à un grossiste, soit encore à un autre détaillant, voire à une société de traitement des commandes, qui expédie ensuite les marchandises directement au client.
Juridiquement, le vendeur est responsable de la transaction commerciale et de la vente du produit, alors que dans les faits il n'a qu'un contrôle limité sur la qualité du produit, la gestion des stocks ou le bon déroulement de l'expédition.

## Définition
Le drop shipping (ou dropshipping) est un concept qui a vu le jour aux États-Unis et au Canada. En français, on parle de « livraison directe », ou d'« expédition directe » ou au Québec de « parachutage ». Celui qui effectue la livraison directe est  le fournisseur (usine, grossiste, revendeur, etc.).

## Procédures
Certains revendeurs peuvent garder des produits de présentation pour leur boutique physique ou salle d'exposition afin que le consommateur puisse inspecter un objet qui est alors considéré comme échantillon. La plupart ne proposent qu’un catalogue papier ou un site internet. 
Le revendeur est appelé en anglais drop shipper ou dropshipper.

## Intérêt et risques
La nature même du drop shipping laisse le revendeur, et surtout le client, plus vulnérable que le fournisseur dans cette relation commerciale à trois parties, d'autant plus que la loi en France reconnaît le revendeur seul responsable du processus de la commande.
Les détails des modalités de règlements (moyen, délai, etc.) peuvent être précisés dans un contrat entre le revendeur et le fournisseur pour protéger les intérêts des deux parties. Ce contrat prend généralement le nom de conditions générales de vente (CGV).

## Déroulement d'une vente
Un produit est choisi chez un fournisseur (le grossiste) et mis en vente dans la boutique par le revendeur (le commerçant). Un client vient sur la boutique et achète un article. Il paye directement à la boutique. Le revendeur se connecte à l'interface web du fournisseur et lui transmet la commande de son client (quels produits, quelles quantités, l'adresse de livraison, etc.). Le revendeur paye le fournisseur, lequel va livrer directement le client sans se dévoiler ; le client n'a aucun moyen de savoir que le produit n'est pas passé par le revendeur.
Cette méthode peut permettre de monter une boutique sans disposer de marchandises. Elle est souvent utilisée par les influenceurs, sans aucune transparence.

## Par pays

### États-Unis
Le drop shipping est très développé aux États-Unis. 33 % des web-marchands américains utilisaient ce réseau de distribution en 2002. 53,3 % des e-commerçants ayant leur siège social dans ce pays ont eu recours en 2013 au drop shipping. La moyenne de leurs expéditions par ce système était de 17,66 % de leur produit. 5 % de ces e-commerçants réalisent jusqu’à 90 % de leurs expéditions.

### France
Le marché français du drop shipping est estimé entre 3 et 3,5 milliards d'euros. Cette valeur s'inscrit dans un contexte plus large où le e-commerce français a généré un chiffre d'affaires de 146,9 milliards d'euros en 2022, avec une croissance de 13,8 % par rapport à 2021.
Bien que le nombre exact de sites de drop shipping en France ne soit pas précisément déterminé, on observe une augmentation constante du nombre de sites marchands actifs. En 2022, on comptait 207 000 sites e-commerce en France, contre 197 143 en 2021, soit une croissance de 11 %.
Le drop shipping bénéficie de la croissance globale du e-commerce en France. Environ un tiers des consommateurs français effectuent des achats en ligne 2 à 3 fois par mois, avec une moyenne de plus de 50 transactions par an et des dépenses annuelles de l'ordre de 3 000 à 3 500 euros.
Le modèle du drop shipping attire de plus en plus d'entrepreneurs en France grâce à ses faibles barrières à l'entrée et à l'absence de gestion de stocks. Cette tendance s'inscrit dans un contexte mondial où le marché du drop shipping devrait connaître une croissance annuelle moyenne de 24,39 % entre 2020 et 2026.